# Benfica FC
Benfica Football Club is een Jamaicaanse voetbalclub uit Drax Hall.